# Lekplats

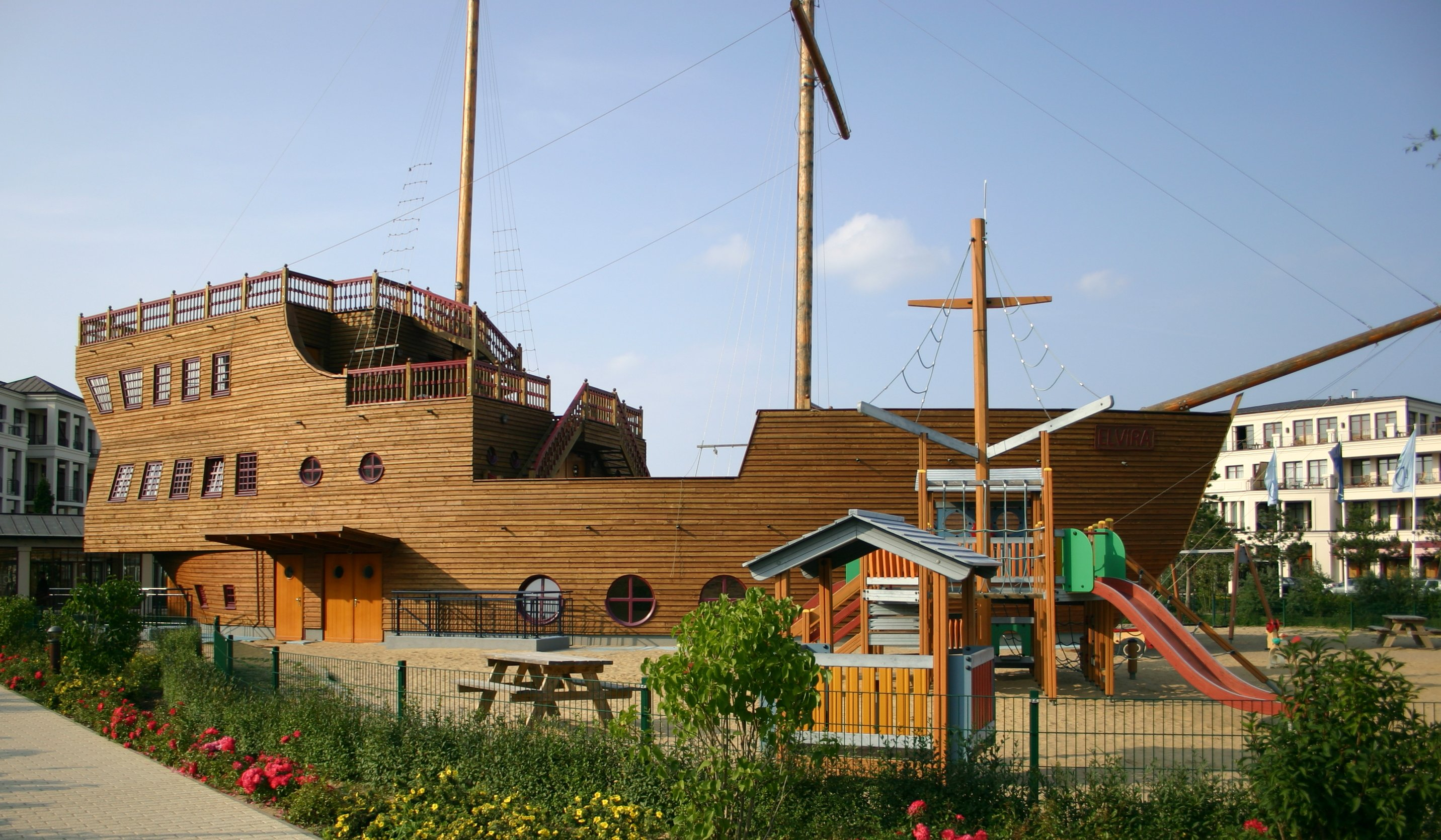
En lekplats i Rostock.

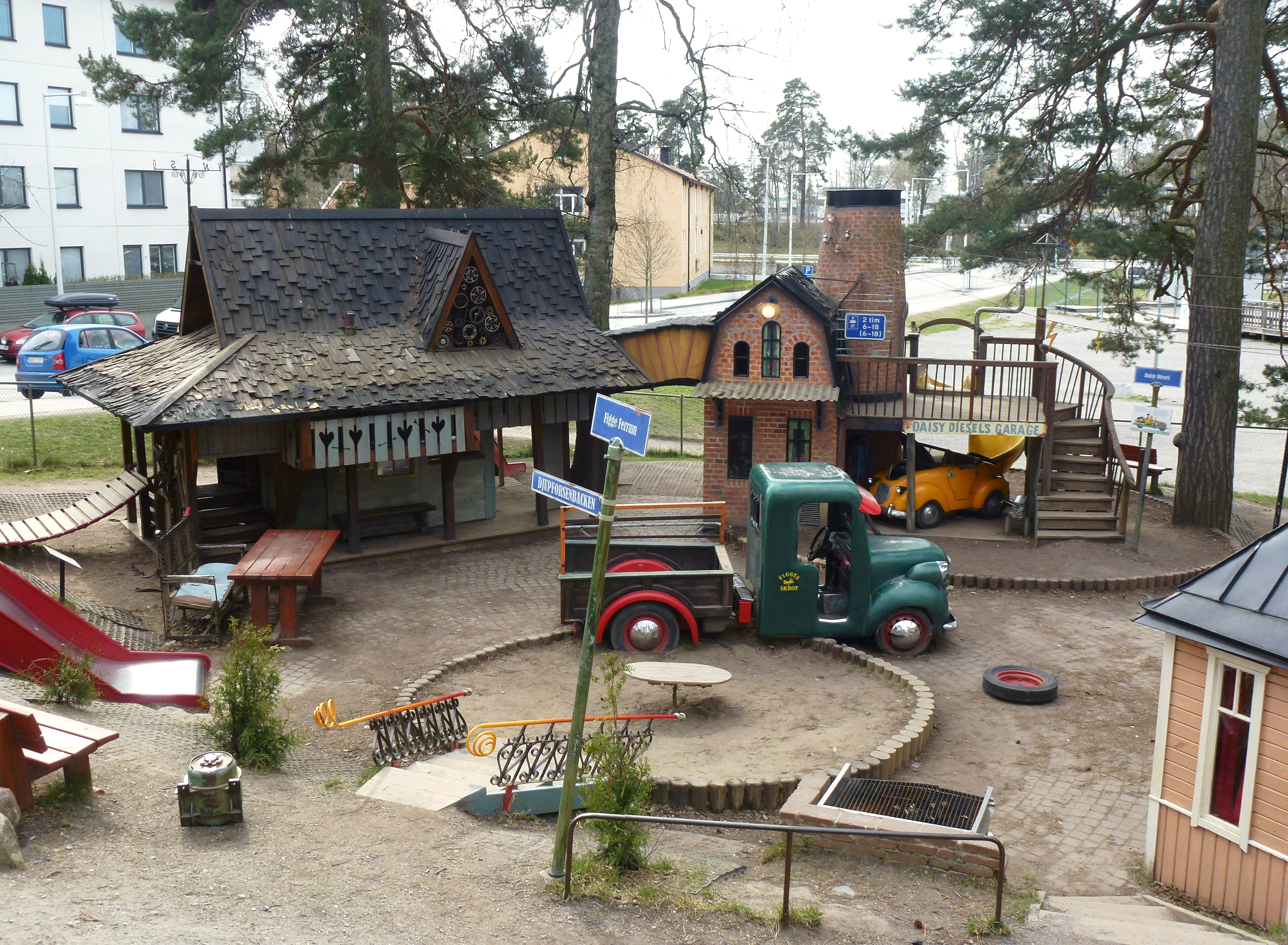
Mulle Meckparken i Solna.

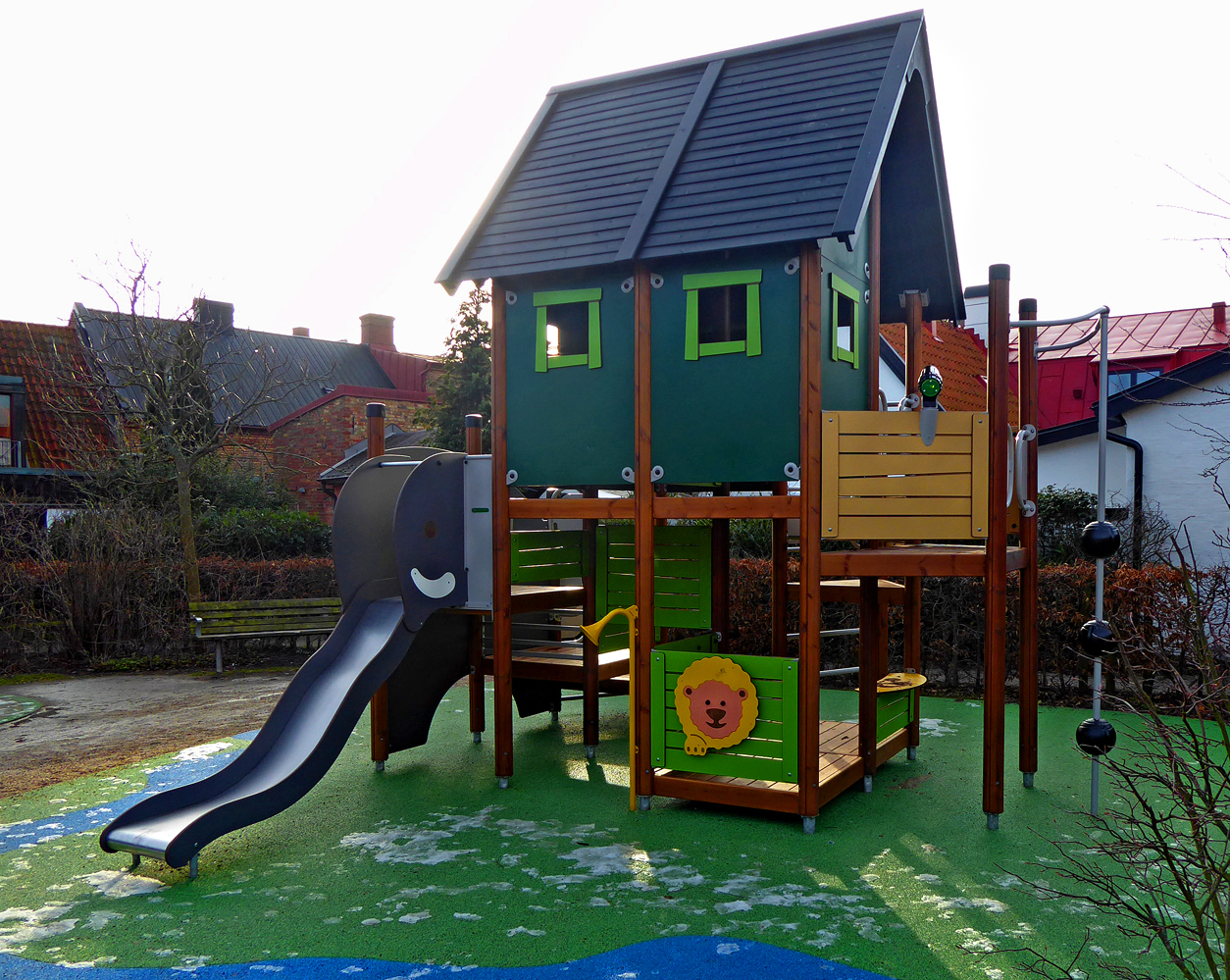
En lekmodul på en lekplats med gummiasfalt i Ystad.

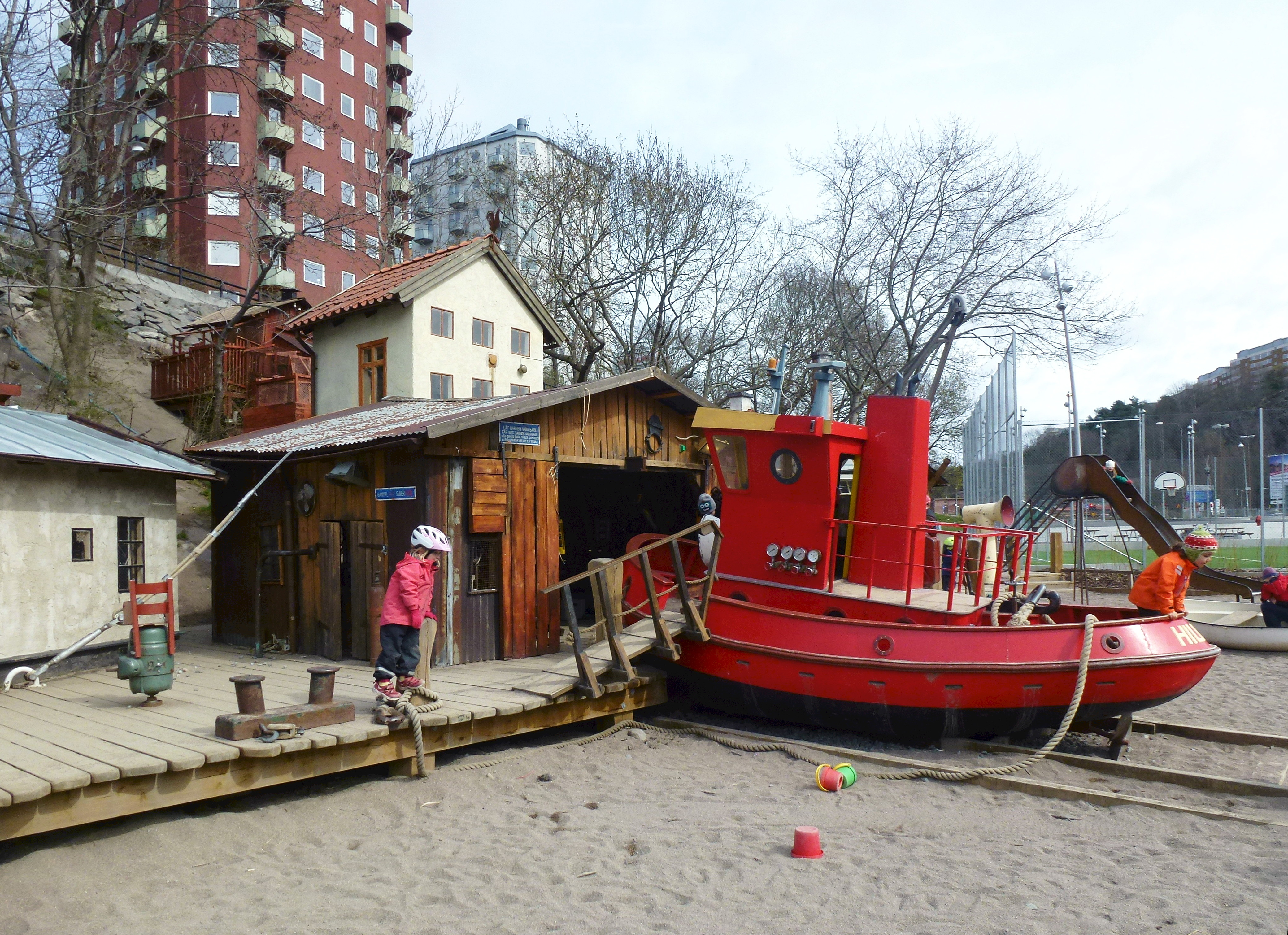
Anders Franzéns park i Stockholm.

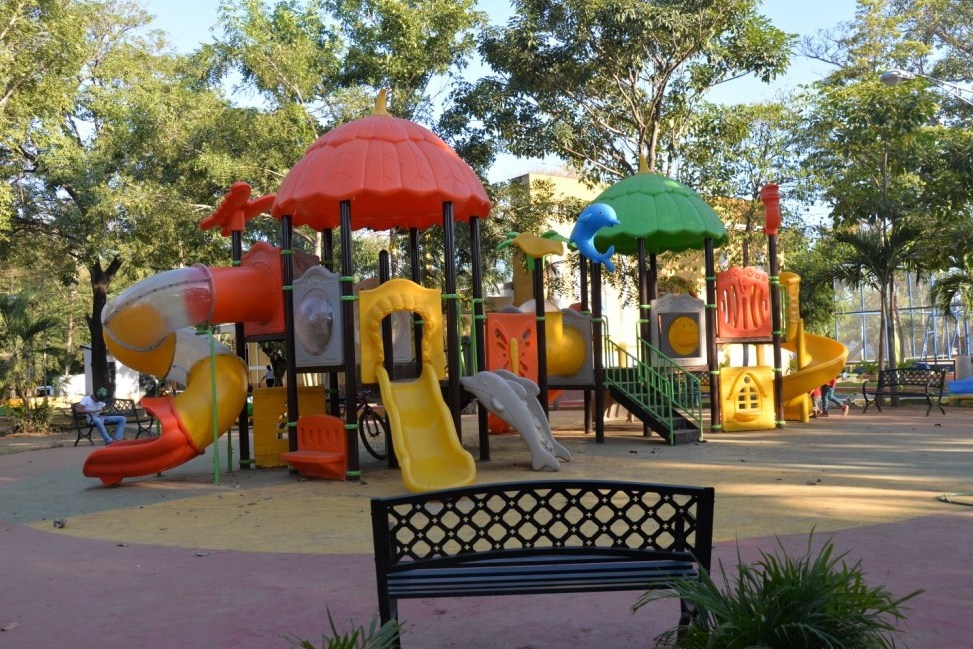
Lekplats i Tisma, Nicaragua.

Lekplats, även lekpark, är ett område avsett för barn att leka på och är oftast beläget utomhus. En temalekpark är pedagogiskt uppbyggd kring ett visst tema, exempelvis sagor, barnboksfigurer, historiska miljöer eller olika platser i världen. En äventyrslekplats bygger på naturnära lek med utmaningar för lite äldre barn. Moderna lekplatser konstrueras tillgänglighetsanpassade och kan även nyttjas av barn med funktionsnedsättning.

## Allmänt
På lekplatser brukar det finnas exempelvis sandlåda, gungställning, klätterställning, rutschbana, gungbräda, gungleksaker, karusell och lekstuga. För att dämpa fall används till exempel gummiasfalt eller en speciell sand som inte binder vatten så bra och därför håller sig.
Lekplatser kan vara belägna på olika ställen, till exempel i parker, förskolegårdar och skolgårdar. De kan också finnas i anslutning till större affärer för att användas av kundernas barn medan föräldrarna handlar. EU införde 1998 ett program (EN1176 och EN1177) bestående av standarder om säkerheten på lekplatser, som en säkerhetsåtgärd.

## Lekplatser i världen

### Tyskland
Redan under tidigt 1800-tal krävde läkaren och arkitekturteoretikern  Bernhard Christoph Faust (1755-1842) att lekplatser för barn borde inrättas. Bygglagstiftningen föreskriver i de flesta tyska förbundsländer inrättandet av lekplatser. Exempelvis kräver bygglagstiftningen i Bayern att i anslutning till nybyggda bostadshus med över tre lägenheter ska en "tillräckligt stor" lekplats anordnas om det inte redan finns en lekplats i närheten. Offentliga och kommunala lekplatser kontrolleras minst en gång årligen beträffande säkerheten.

### Sverige
Sveriges första offentliga lekplats för barn anlades 1899 i Vasaparken i Stockholm. Den moderna Parkleken ("lek i parken"), med kommunalt anställd personal, introducerades i Stockholm av stadsträdgårdsmästaren Osvald Almqvist. Första Parkleken provades 1936 i Observatorielunden och i Björns trädgård med stor framgång och redan två år senare fanns Parkleken i ytterligare 14 parker i Stockholm.  Under Almqvists och särskilt Holger Bloms och Erik Glemmes tid tillkom allt fler bemannade lekplatser, alltså lek under uppsikt av skolad personal, som inte skulle bevaka barnen utan stimulera dem. Ordet lekplats förekommer i Sverige från 1950-talet. I Stockholms parker och i andra parker i Sverige anlades även plaskdammar avsedda för barnens vattenlek och bad.
Bland moderna temalekplatser i Sverige märks Anders Franzéns park i Stockholm och Mulle Meckparken i Solna. Båda är utformade av konstnären och scenografen Tor Svae och har rönt stor uppmärksamhet för sina realistiska och inspirerande miljöer i barnvänligt miniformat.

## Europastandard
Lekredskap avsedda för offentlig och gemensam miljö ska uppfylla kraven enligt europastandarderna SS-EN 1176 och 1177 men de får inte vara CE-märkta.

Det är viktigt att skilja lekredskap för offentlig och gemensam miljö från lekredskap som gungor, rutschbanor och studsmattor etc. avsedda för enskilt privat bruk. Lekredskap för enskilt privat bruk definieras som leksaker och ska vara CE-märkta enligt EU:s leksaksdirektiv (2009/48/EG).

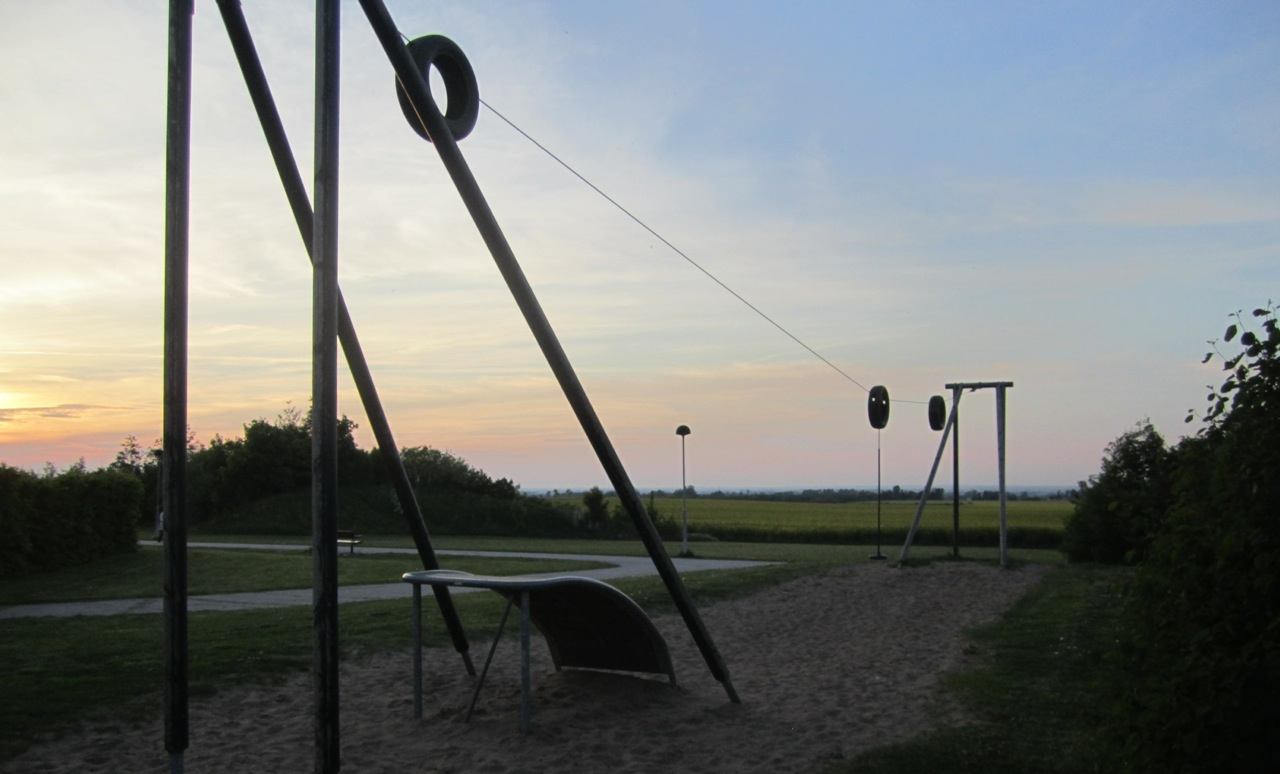
Linbana, Norra Fäladen, Lund
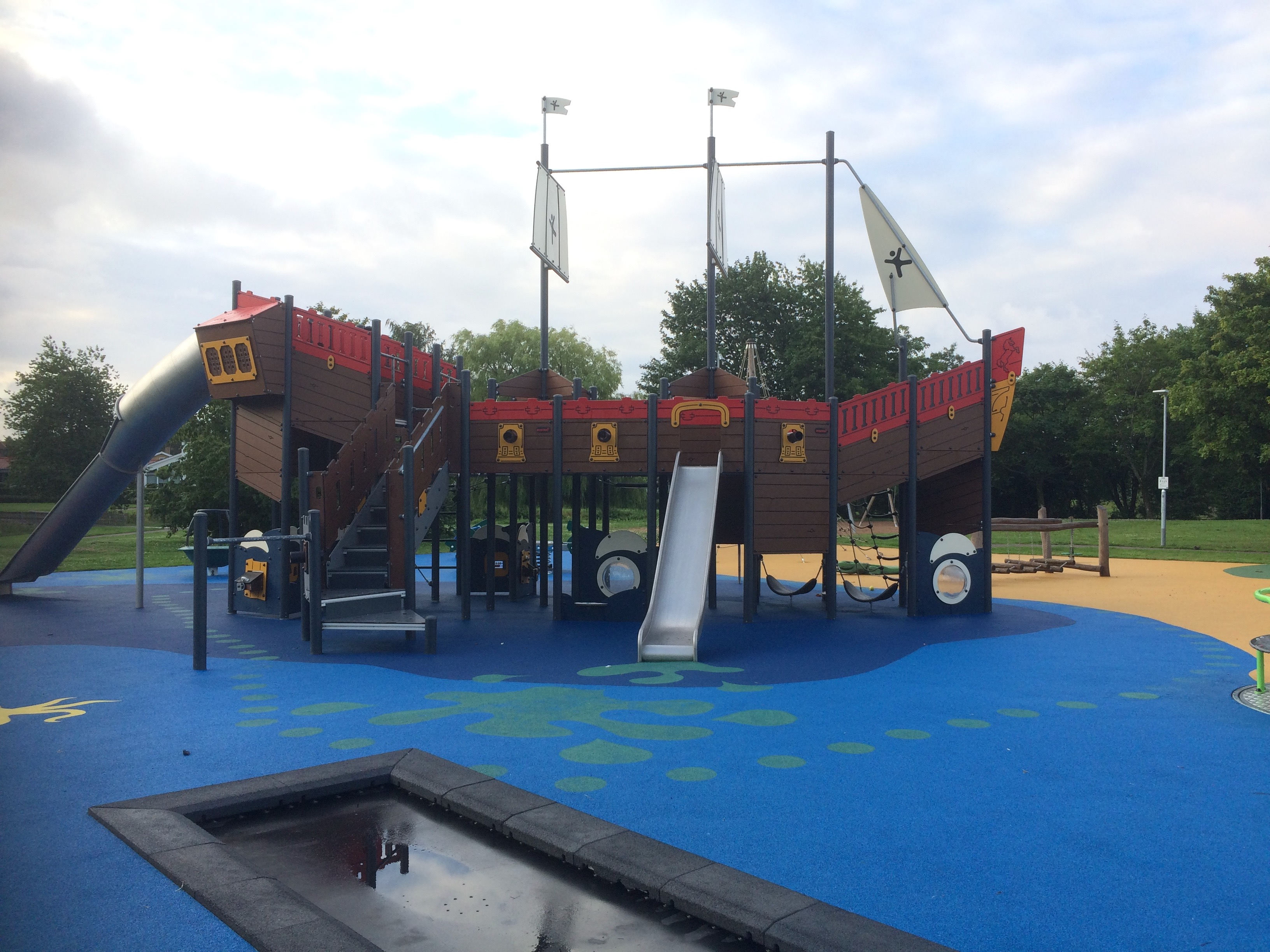
Piratskepp. Temalekplats i Svalöv
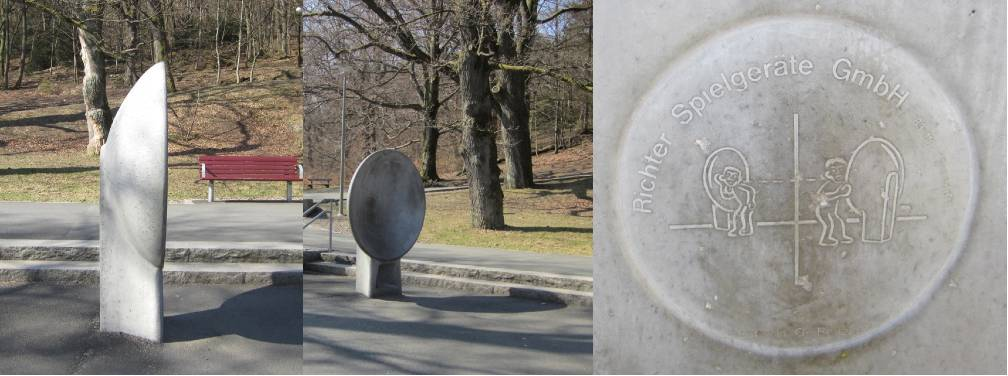
Viskparaboler på Plikta i Slottsskogen.
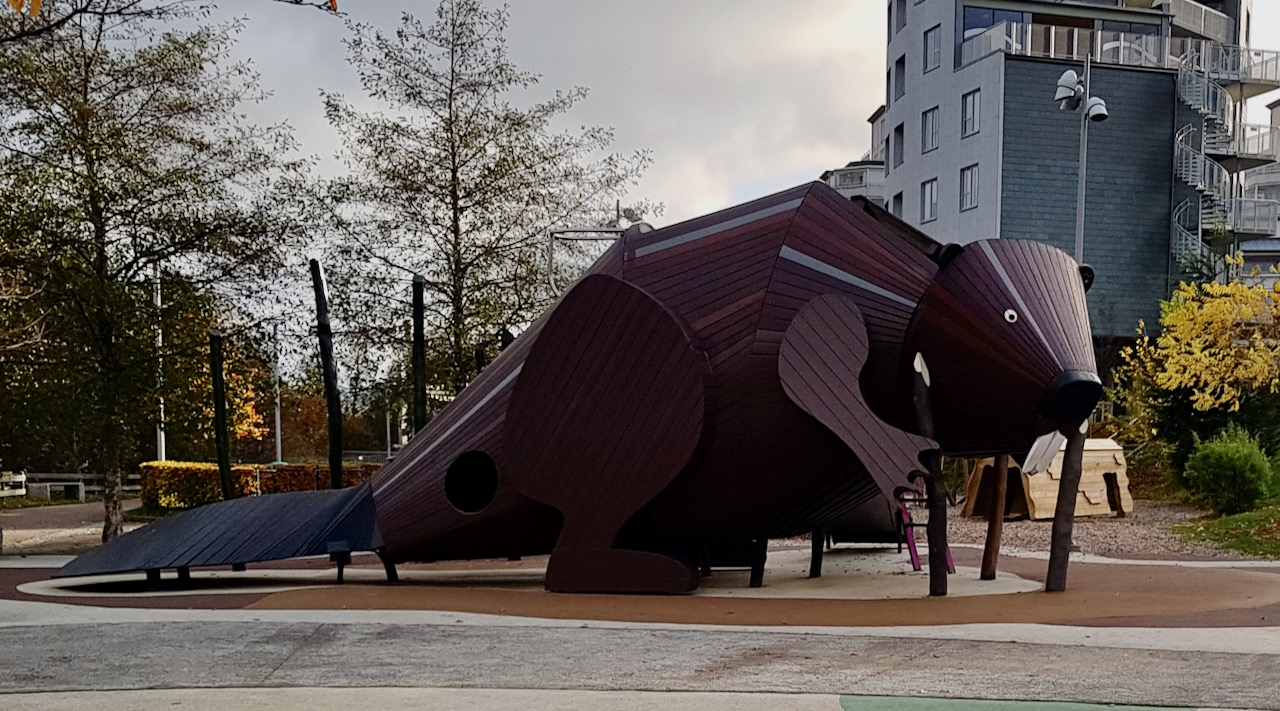
Bäverlekplatsen, Partille